# ピュアハーツ
株式会社ピュアハーツは東京都新宿区に本社を置く日本の芸能プロダクション。

## 概要
岡田秀春が1998年に創業。
マネジメントに加え、音楽制作、CD販売に着手し、2000年にビートルズのカバーアルバムを作ることをきっかけに、会社の看板となる中島啓江が所属。銀座博品館劇場でのライフワークの定期公演「夢で逢いましょう」の制作に関わり、永六輔、立川志の輔、小林幸子、コロッケ、岡本知高等をゲストに招き、オペラやミュージカルなど舞台制作及びプロデュース業のノウハウを蓄積。2003年には全国に中島啓江合唱団を作り、地域コンサートに数多く参加。2005年から阪神・淡路大震災チャリティーコンサートを始め、中島啓江が亡くなる2014年まで続けた。
2009年より東京を中心にした一都三県に、代表の岡田秀春、中島啓江が中心となってピュアハーツが支援し地域住民活動を合唱で交流するNPO法人音楽で日本の笑顔をを設立。指揮者に坂本和彦を招き、サントリーホール大ホールや東京芸術劇場でのオーケストラを交えたコンサートや、新国立劇場オペラパレスなど大きな会場でのオペラや公演を作っている。2014年11月23日、盟友中島啓江が急逝。中島啓江のモットーである「クラシックやオペラをもっと身近に」の遺志を引き継ぎ、2021年よりオウンドメディアオペラハーツを立ち上げた。
2006年に子役専門の芸能プロダクショントレジャーハート株式会社（旧社名キッズキャンディ）を設立。2021年にはトレジャーハート・オンラインアカデミー『こどもYoutuberコース』を開講。
2021年ラインプロデューサー阿久根裕行 等と綾野剛主演 10月期　関西テレビ「アバランチ」の制作を行う。

## 現在所属している主なアーティスト
| アーティスト名 | 所属期間～   |
| -------------- | ------------ |
| 木村優一       | 2014年11月～ |
| 青山和也       | 2010年2月～  |
| 傳田圭菜       | 2017年2月～  |

## 過去に所属していた主なアーティスト
| アーティスト名 | 所属期間～             |
| -------------- | ---------------------- |
| 中島啓江       | 2000年11月～2014年11月 |
| 清水香里       | 1999年1月～2003年10月  |
| JAMOSA         | 2001年1月～2003年5月   |
| 狩人           | 2000年9月～2003年2月   |
| 森圭一郎       | 2003年4月～2005年8月   |
| 宮西希         | 2017年5月～2019年10月  |

## 音楽制作・CD

### メジャーレーベル（所属アーティスト）
| アーティスト名 | タイトル                                                       | 発売日         | 規格品番   |
| -------------- | -------------------------------------------------------------- | -------------- | ---------- |
| 清水香里       | A・LI・CE オリジナル・サウンドトラック featuring Caori Shimizu | 2000年2月2日   | AVCA-14012 |
| JAMOSA         | REMINISCING                                                    | 2002年11月13日 | ISCP-1006  |
| 中島啓江       | ソング・オブ・ジ・アース                                       | 2004年9月29日  | CRCP-20361 |
| 木村優一       | My World                                                       | 2016年8月24日  | CRCP-40474 |
| 木村優一       | Is This Love？                                                 | 2018年11月7日  | TKCA-74733 |

### 自社レーベル（所属アーティスト）
| アーティスト名 | タイトル                          | 発売日         | 規格品番   |
| -------------- | --------------------------------- | -------------- | ---------- |
| 中島啓江       | グッドナイト                      | 2001年2月21日  | HMCA-1002  |
| 中島啓江       | 千の風になって                    | 2006年8月10日  | HMCC-1002  |
| 中島啓江       | この街で                          | 2007年7月31日  | HMCC-1003  |
| 中島啓江       | 天の子守唄 童神                   | 2008年8月4日   | HMCCP-1004 |
| 中島啓江       | 見上げてごらん夜の星を            | 2009年8月5日   | HMCCP-1005 |
| 中島啓江       | 卒業写真                          | 2010年10月1日  | HMCCP-1006 |
| 中島啓江       | 赤とんぼ                          | 2012年4月4日   | HMCCP-1007 |
| 中島啓江       | ありがとう                        | 2015年3月      | HMCCP-1008 |
| 木村優一       | 歌の翼～憧憬編                    | 2019年8月1日   | HMCCP-1011 |
| 木村優一       | 歌の翼～望郷編                    | 2020年2月1日   | HMCCP-1014 |
| SALASA         | takes a little time               | 2001年1月24日  | HMCA-1001  |
| SALASA         | 私の太陽                          | 2001年10月11日 | HMCA-1003  |
| 森圭一郎       | 一人じゃないから                  | 2004年7月1日   | HMCC-1001  |
| 小貫岩夫       | ふたりのしらべ                    | 2017年7月      | HMCCP-1009 |
| 高樹澪         | 明日への約束                      | 2019年12月1日  | HMCCP-1013 |
| 宮西希         | じゃぱのおと～Japanooto～舞ひらり | 2019年10月1日  | HMCCP-1012 |
| 竹下裕美       | NOBODY KNOWS                      | 2019年1月30日  | HMCCP-1010 |

### 自社レーベル（コンピレーションアルバム）
| アーティスト名 | タイトル                          | 発売日         | 規格品番  |
| --- | --------------------------------- | -------------- | --------- |
| ジョー山中 | ３オクターブの証明                | 2001年2月21日  | HMCD-1015 |
| ジョー山中 | ジョー山中の世界 名選集           | 2008年5月28日  | HMCB-1001 |
| 平浩二 | 平浩二 名選集                     | 2008年4月23日  | HMCD-1014 |
| さとう宗幸 | さとう宗幸 名選集                 | 2008年2月27日  | HMCD-1013 |
| 志賀勝 | 志賀勝の世界 名選集               | 2007年12月5日  | HMCD-1012 |
| クールス | クールス・ロカビリークラブ        | 2006年12月6日  | HMCD-1010 |
| 荒木一郎 | 荒木一郎 名選集                   | 2006年9月27日  | HMCD-1009 |
| 葛城ユキ | 葛城ユキ 名選集                   | 2006年6月28日  | HMCD-1008 |
| 憂歌団 | 憂歌団 名選集                     | 2006年3月22日  | HMCD-1007 |
| みすず児童合唱団 団時朗 ハニー・ナイツ 真夏竜 秀夕樹 マイスタージンガー ザ・ワンダース 福沢良一 ダスティーフォー 鈴木康夫 前田達也 | ウルトラマン名選集                | 2005年12月7日  | HMCD-1006 |
| 鶴岡雅義と東京ロマンチカ | 鶴岡雅義と東京ロマンチカ 名選集   | 2005年7月27日  | HMCD-1004 |
| ビリー・バンバン | ビリー・バンバン 名選集           | 2005年4月27日  | HMCD-1003 |
| 寺内タケシとブルージーンズ | 寺内タケシとブルージーンズ 名選集 | 2005年1月26日  | HMCD-1002 |
| ペドロ&カプリシャス | ペドロ＆カプリシャス名選集        | 2004年11月26日 | HMCD-1001 |
| あのねのね | あのねのね 名選集                 | 2009年3月25日  | HMCD-1016 |

## コンサート
中島啓江ライフワークの銀座博品館劇場での「夢で逢いましょう」定期公演を、2001年vol.8より2014年のvol.21まで17年間、銀座博品館劇場との共同主催及びプロデュース。

この公演はコンサートに留まらず、永六輔、立川志の輔、小林幸子、コロッケ、岡本知高、渡辺真知子、サーカス、研ナオコ、小原孝、天満敦子、錦織健、森田健作、江戸家小猫、大沢悠里　他多方面のジャンルからの出演者を迎え、オペラ、演劇など様々な要素で行った。

2016年、中島啓江を追悼する「夢で逢いましょうVol.22」を行いこの公演を締めくくった。

2015年、ゲストに安田祥子、指揮者に坂本和彦を招きサントリーホール大ホールにて「中島啓江一周忌追悼コンサート」を制作及びプロデュース。

2016年 東京芸術劇場にて、ゲストに安田祥子、岡本知高、天満敦子を招き「スマイル合唱団フェスティバル～中島啓江 三回忌追悼～」を制作及びプロデュース。

2017年 渋谷区文化総合センター大和田にて、指揮者 坂本和彦、ナビゲーターに安田祥子を迎え「音楽の旅アラカルト」第1回被災地支援チャリティーコンサートを制作及びプロデュース。

2018年 四谷区民ホールにて安田祥子、小貫岩夫、木村優一 他の出演で、第2回被災地支援チャリティーコンサート「音楽の旅アラカルト」を制作、プロデュース。

2019年、渋谷区文化総合センター大和田にて、安田祥子、小貫岩夫、木村優一 他の出演で、第3回被災地支援チャリティーコンサートを制作、プロデュース。

2019年 東京芸術劇場にて、ゲストに安田祥子、渡辺真知子、小原孝を招き「中島啓江没後5年追悼コンサート」を制作及びプロデュース。

## ミュージカル・オペラ・舞台
・2016年　オペレッタ「こうもり」

指揮者：坂本和彦　演出：澤田康子　作曲：ヨハン・シュトラウス2世

出演：角田和弘、渡辺正行、小貫岩夫、山邊聖美、佐田山千恵、柿沼伸美、大石洋史 他

会場：めぐろパーシモンホール

制作、プロデュース：㈱ピュアハーツ

・2017年　オペラ「ひかりのゆりかご～熊になった男」

指揮者：坂本和彦　演出：高木達　作曲：吉岡弘行

出演：江口直人（どぶろっく）、森慎太郎（どぶろっく）、中鉢聡、光岡暁恵、市川和彦、石丸椎菜、三浦克次、高橋織子 他

会場：めぐろパーシモンホール　大ホール

宣伝：㈱ピュアハーツ

・2017年　市川森一原作　Super神話音楽劇「ドラマティック古事記ー神々の戦いと旅立ちの物語ー」

指揮者：坂本和彦　脚本：市川愉実子　作曲：松本俊行

出演：西島数博、真矢みき、秋川雅史、東儀秀樹、室田明、ジョン・健・ヌッツォ 、鳥居かほり 他

会場：新国立劇場オペラパレス

制作、プロデュース：㈱ピュアハーツ（岡田秀春）

・2018年　「音・劇　町内会　マンション建設反対編」

演出：杉本凌士　脚本：大石菊華

出演：あずみれいか、鞠村奈緒、及川いぞう、浅山裕志 他

会場：日本橋公会堂

制作、プロデュース：㈱ピュアハーツ

・2018年　ファンタジック・オーケストラミュージカル「古事記～スサノオと美琴」

指揮者：坂本和彦　演出：杉本凌士　作曲：日高哲英

出演：廣瀬智紀、木村咲哉、岡幸二郎、月影瞳、彩輝なお、折井あゆみ、木村優一、松山いくお 他　

会場：新国立劇場オペラパレス

制作、プロデュース：㈱ピュアハーツ

## 映画
2017年　地方再生プロジェクト「イットジャパン」制作の短編映画「おとめ桜」

監督：横山浩之

出演：竹中直人、高樹澪、えのきさりな、田上晃吉、細川小百合、柴田義之 他

第15回モナコ国際映画祭短編部門　最優秀脚本賞、最優秀女優賞　受賞

## 番組
・2010年　テレビ神奈川「スマイル合唱団」

出演：中島啓江 他

・2021年10月期　フジテレビ　月曜22時　連続ドラマ「アバランチ」

出演：綾野剛、木村佳乃、福士蒼汰 、千葉雄大、高橋メアリージュン、田中要次、渡部篤郎 他

ラインプロデューサー：阿久根裕行

制作の一部を受託